# NEGR1
NEGR1 (англ. Neuronal growth regulator 1) – білок, який кодується однойменним геном, розташованим у людей на короткому плечі 1-ї хромосоми.  Довжина поліпептидного ланцюга білка становить 354 амінокислот, а молекулярна маса — 38 719.
| 10         |  | 20         |  | 30         |  | 40         |  | 50         |
| ---------- |  | ---------- |  | ---------- |  | ---------- |  | ---------- |
| MDMMLLVQGA |  | CCSNQWLAAV |  | LLSLCCLLPS |  | CLPAGQSVDF |  | PWAAVDNMMV |
| RKGDTAVLRC |  | YLEDGASKGA |  | WLNRSSIIFA |  | GGDKWSVDPR |  | VSISTLNKRD |
| YSLQIQNVDV |  | TDDGPYTCSV |  | QTQHTPRTMQ |  | VHLTVQVPPK |  | IYDISNDMTV |
| NEGTNVTLTC |  | LATGKPEPSI |  | SWRHISPSAK |  | PFENGQYLDI |  | YGITRDQAGE |
| YECSAENDVS |  | FPDVRKVKVV |  | VNFAPTIQEI |  | KSGTVTPGRS |  | GLIRCEGAGV |
| PPPAFEWYKG |  | EKKLFNGQQG |  | IIIQNFSTRS |  | ILTVTNVTQE |  | HFGNYTCVAA |
| NKLGTTNASL |  | PLNPPSTAQY |  | GITGSADVLF |  | SCWYLVLTLS |  | SFTSIFYLKN |
| AILQ       |  |            |  |            |  |            |  |            |

A: Аланін

C: Цистеїн

D: Аспарагінова кислота

E: Глутамінова кислота

F: Фенілаланін

G: Гліцин

H: Гістидин

I: Ізолейцин

K: Лізин

L: Лейцин

M: Метіонін

N: Аспарагін

P: Пролін

Q: Глутамін

R: Аргінін

S: Серин

T: Треонін

V: Валін

W: Триптофан

Кодований геном білок за функцією належить до фосфопротеїнів. 
Задіяний у таких біологічних процесах як клітинна адгезія, альтернативний сплайсинг. 
Локалізований у клітинній мембрані, мембрані.